# ひるドキッ♪紀州路
ひるドキッ♪紀州路（ひるドキッきしゅうじ）は和歌山放送(WBS)で放送されているワイド番組である。『つれもてワイド』レーベル番組のひとつ。

## 放送時間
月～金12:50～15:45（JST）
13:00～15:00までは、紀北・田辺・新宮の3ブロックごとに単独放送（なお、本項では、便宜上13:00までを第1部、13:00～15:00のブロック別放送時間帯を第2部、15:00以降を第3部とする）。

## パーソナリティ
ここでは、第2部（ブロック別放送時間帯）のパーソナリティを紹介する。

### 午後はなるほどっ（紀北）
第1・3部の全県放送も以下のメンバーが数名参加して放送する。
- 小林睦郎
- 岡崎真美
- 塚本枝里
- 池田のりひこ（以上の4人は月～木のパーソナリティ）
- 服部直樹（火曜レギュラーゲスト）
- 桂枝曾丸（金曜パーソナリティ）
- 中川智美（同上）

### 感謝感激!アカシです（田辺）
- 松原燈
- 吉田昌代
- 山下博美（キヨちゃん）

### 新宮発☆ラジオDE元気（新宮）
- 柿白享子
- 尾崎さとみ
- 引本孝之（水～金、気象予報士）

## 番組構成
- 12:50～13:00第1部
- 13:00～15:00第2部（各ブロック別放送）

紀北（和歌山・橋本・高野山）『午後はなるほどっ』
田辺（田辺白浜・日置川すさみ・御坊）『感謝感激!アカシです』
新宮（新宮・串本）『新宮発☆ラジオDE元気』
- 15:00～15:45第3部